# NGC 4622B
NGC 4622B is een lensvormig sterrenstelsel in het sterrenbeeld Centaur. Het hemelobject werd op 5 juni 1834 ontdekt door de Britse astronoom John Herschel.

## Synoniemen
- ESO 322-64A
- MCG -7-26-36
- VV 580
- AM 1241-402
- DCL 163
- PGC 42852